# Caloplaca dichroa
Caloplaca dichroa är en lavart som beskrevs av Arup. Caloplaca dichroa ingår i släktet orangelavar och familjen Teloschistaceae.  Arten är reproducerande i Sverige. Inga underarter finns listade i Catalogue of Life.